# Trouw (krant)

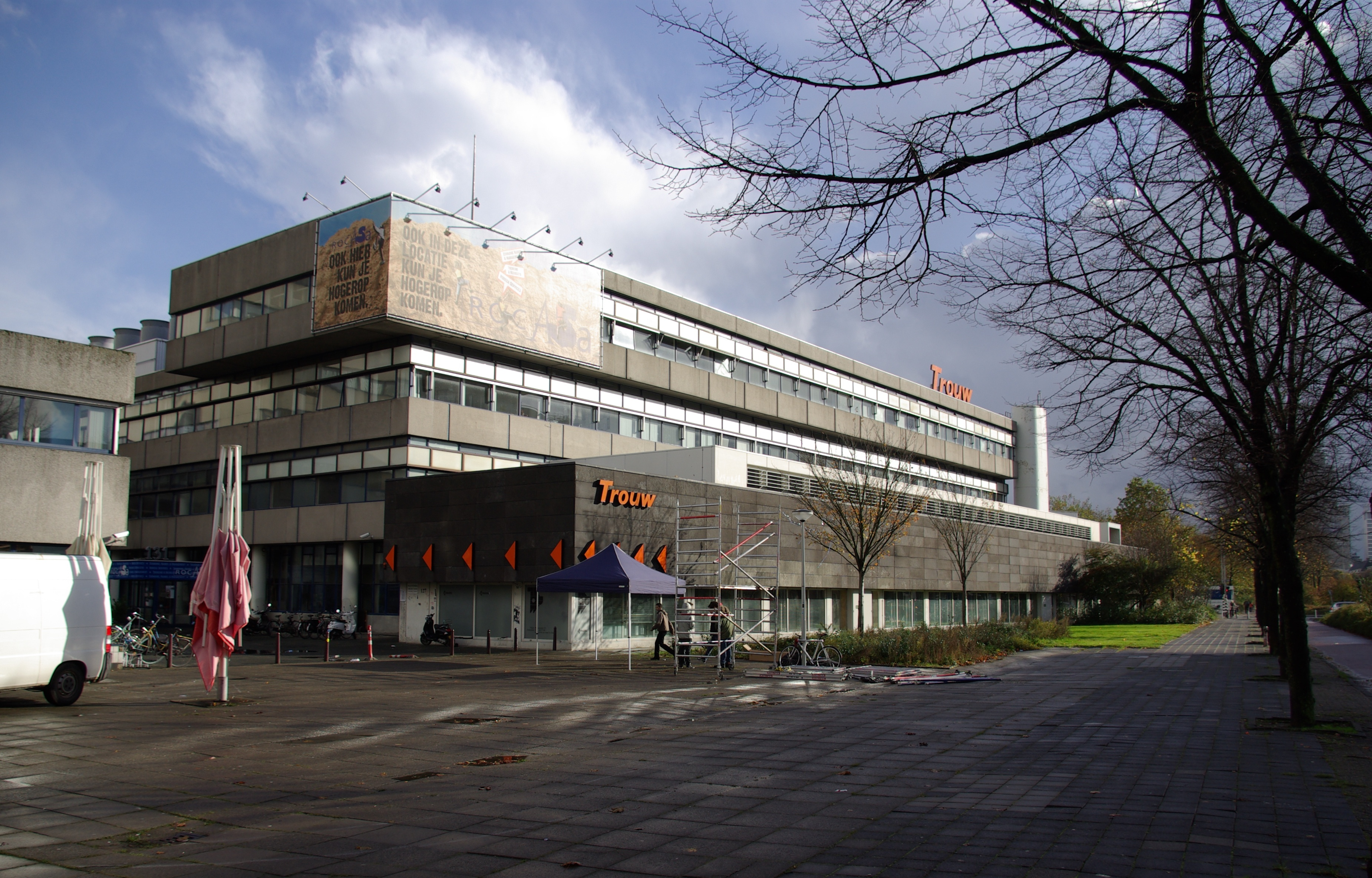
Het voormalige Trouw-gebouw aan de Wibautstraat in november 2009

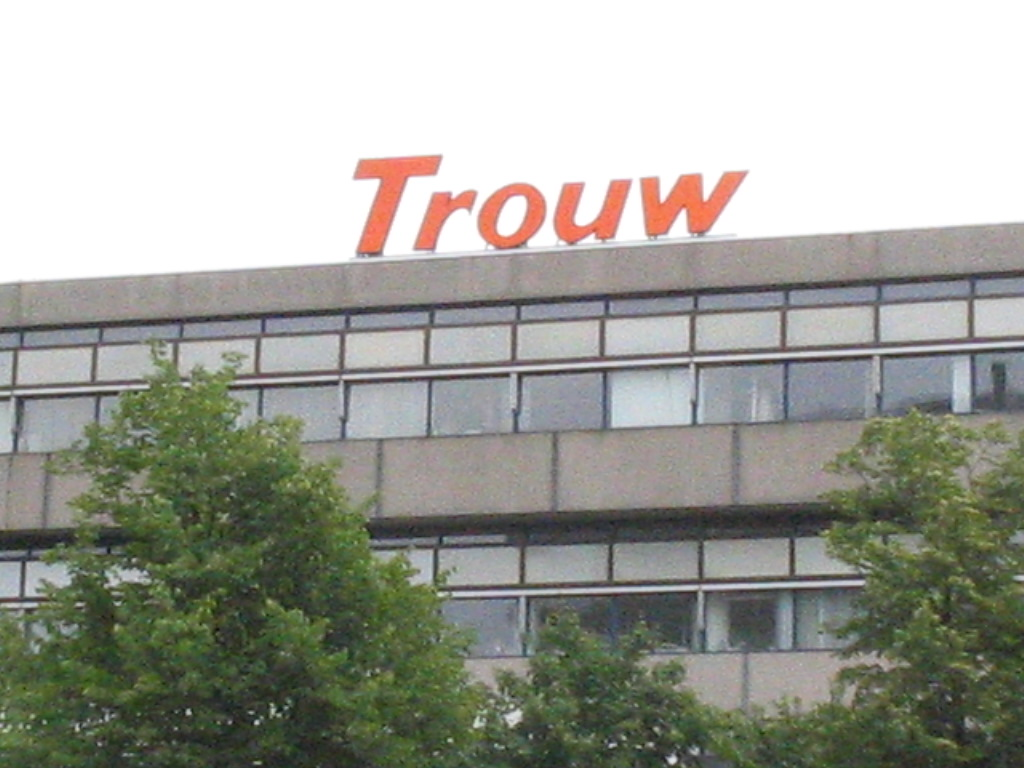
Trouw-logo op het toenmalige Trouw-gebouw

Trouw is een Nederlandse krant die als ochtendblad verschijnt in tabloidformaat. De oplage ligt rond de 88.000. De krant werd in 1943 als verzetskrant opgericht. De krant wordt sinds 2009 uitgegeven door DPG Media. Trouw is sinds de zomer 2024 gevestigd in het Mediavaertgebouw aan de Van der Madeweg 40 in Amsterdam-Duivendrecht. Trouw is op 15 november 2012 uitgeroepen tot 'European Newspaper of the Year'.

## Geschiedenis

### Periode als verzetskrant
Trouw verscheen voor het eerst in januari 1943, het eerste nummer heette Oranje-Bode ter gelegenheid van de geboorte van prinses Margriet (19 januari 1943). Deze werd gedrukt te Meppel bij drukkerij Veenstra & De Vries door Henk Veldhuis, Gerard Niezink en Hendrik Lenstra. De krant was een illegale krant die op initiatief van een groep orthodox-protestantse verzetsmensen werd opgericht. Enkelen waren eerder actief bij het illegale blad Vrij Nederland, dat al in 1940 verscheen. Zij verlieten VN in 1942 na een conflict tussen dr. Sieuwert Bruins Slot en Henk van Randwijk over de politieke lijn. Trouw trad zo in de plaats van De Standaard, waar de NSB'er Max Blokzijl ‘toezichthoudend redacteur’ was geworden. De eerste edities werden gedrukt bij een theologische uitgeverij aan de Prinsengracht 493.
Van de verzetsmensen die het illegale Trouw maakten zijn er honderden opgepakt en gedood. In augustus 1944 werden er 130 in één keer opgepakt, onder wie een van de oprichters, Wim Speelman. Er kwam een ultimatum van de Duitsers dat het verzet moest stoppen met dit ophitsende geschrift, anders werden de mannen gefusilleerd. De Trouwgroep besloot uiteindelijk niet voor dit dreigement te zwichten. 23 mannen werden in het SS-concentratiekamp Kamp Vught gefusilleerd. Later bleek dat de Duitsers dit besluit al hadden genomen, ongeacht of de Trouwgroep zou stoppen met de krant. Trouw bleef in het hele land verschijnen tot aan de bevrijding in mei 1945 met een oplage van meer dan 250.000. Dat kwam ook omdat zowel katholieken, hervormden als humanisten meehielpen aan het blad in de hoop of verwachting dat na de oorlog Trouw een algemene krant zou worden. De gereformeerden claimden echter na de oorlog het dagblad, tot grote frustratie van vele andersgezinden. De krant werd in de eerste decennia na de Tweede Wereldoorlog een blad voor Gereformeerde Kerken in Nederland en hun politieke partij, de ARP Anti-Revolutionaire Partij.

### Na 1945
De eerste hoofdredacteur van het naoorlogse Trouw werd Sieuwert Bruins Slot. Hij bleef dat tot 1971. Hij was na de bevrijding lid van de antirevolutionaire fractie in de Tweede Kamer en zag Trouw primair als een politiek orgaan. Dat kwam vooral tot uiting in de hoofdredactionele commentaren, die sterk overeenkwamen met de behoudende lijn van de antirevolutionaire fractie in de Kamer. Vier jaar lang, tot eind 1949, bepaalde het verzet tegen de dekolonisatie van Indonesië grotendeels de inhoud van deze commentaren. Ook keurde de krant de ‘doorbraak’ van christenen naar de Partij van de Arbeid af. Later verzette de krant zich krachtig tegen de overdracht van Nieuw-Guinea aan de Republiek Indonesia. Pas in 1963 kwam de ‘ommezwaai’. De hoofdredacteur van Trouw veranderde in korte tijd van inzicht en ‘bekeerde’ zich tot een radicale evangelische politiek. Tot op de dag van vandaag is onduidelijk waarom hij deze ommezwaai maakte. Trouw werd een ‘open krant’ die zich stapsgewijs losmaakte van het orthodoxe protestantisme. Het werd in de jaren daarna steeds meer een krant die alle vormen van religie als een belangrijk onderdeel van de samenleving beschouwde, en daarover met extra belangstelling schreef.
Trouw werd een krant met anarchistische trekjes. Die verandering werd niet tegengehouden door de Stichting De Christelijke Pers, die waakte over de identiteit van de krant. In de jaren zestig en zeventig was Trouw nog geen professioneel geleid dagblad met eenheid van beleid en stijl; illustratief hiervoor is dat de hoofdredacteur nog steeds een theoloog was en geen journalist. Met de krant ging het bovendien financieel bergafwaarts. In 1971 opperde de Stichting de Christelijke Pers daarom dat Trouw zou fuseren met de Kwartetbladen, een viertal protestants-christelijke dagbladen in Zuid-Holland, die ook geldgebrek hadden. Hoewel het kwartet een veel behoudender signatuur had, werd de fusie na een jaar een feit, maar het ontbrak aan redactionele eenheid. De Trouw-redacteuren en hun collega’s van het Kwartet hadden grote moeite elkaar te accepteren. En bij de fusie-onderhandelingen was het te weinig gegaan over de redactionele formule.
De fusie gaf maar korte tijd verlichting. Veel lezers haakten af, enerzijds omdat de krant zijn orthodoxe oorsprong had verlaten, anderzijds omdat de krant toch nog steeds een orgaan van de verzuiling was. De innerlijke tegenstellingen maakten het moeilijk aan verbetering van het fusieproduct te werken. De krant hinkte op te veel verschillende gedachten.
Daarin kwam pas verandering nadat Trouw in 1975, opnieuw door geldgebrek gedreven, toetrad tot de Perscombinatie. De redactie verhuisde van de Nieuwezijds Voorburgwal naar de Wibautstraat, waar ze introk bij Het Parool. Hier raakte de krant voor het eerst in de omgeving van echte krantenuitgevers. Er kwam geld beschikbaar voor een re-styling van de krant en aan de hoofdredactie werden professionele eisen gesteld. De redactie ging steeds meer bestaan uit in de journalistiek opgeleide lieden. Er brak een periode aan van experimenten met de vormgeving.

### Na 2000
In 1998 kreeg Trouw de eerste hoofdredacteur die ook daadwerkelijk journalist was. Frits van Exter was de eerste hoofdredacteur die uit de redactie zelf voortkwam en die niet van gereformeerde of andere christelijke huize was. Onder zijn leiding werd de krant opgedeeld in twee delen: een nieuwskatern en een achtergrondkatern De Verdieping.
Zijn opvolger Willem Schoonen, die in juni 2007 aantrad, is ook uit de redactie afkomstig. Schoonen studeerde in Wageningen. Hij was korte tijd redacteur van De Waarheid en trad in 1985 in dienst bij Trouw als wetenschapsredacteur. Schoonen werd daarna correspondent in Brussel en kwam terug in Amsterdam om de nieuwe bijlage De Verdieping te leiden. Op het moment van zijn benoeming tot hoofdredacteur was Schoonen chef van de redactie economie.
Tussen 2000 en 2005 daalde de totaal betaalde kernoplage van Trouw van 105.096 naar 97.986 exemplaren. De krant noemde zich in die jaren ‘misschien wel de beste krant van Nederland’ en later ‘de betere krant’.
Ondanks investeringen in de krant kwam Trouw niet uit de rode cijfers. Toen PCM werd overgenomen door Apax, een bedrijf van Britse durfkapitalisten, eiste de uitgever dat Trouw winst zou gaan maken. In 2006 moest de redactie inkrimpen, waardoor de uitgever begin 2007 kon melden dat de krant een bescheiden positief resultaat opleverde. Volgens HOI, Instituut voor Media Auditing bedroeg de totaal betaalde kernoplage van Trouw in 2006 93.475 exemplaren, een daling van ruim 4000 ten opzichte van 2005. In 2007 steeg de oplage weer licht naar 94.018. In 2009 bedroeg het oplagecijfer 91.855 en in 2012 was de betaalde oplage 90.883.
Trouw is een brede kwaliteitskrant met extra aandacht voor religie, filosofie, duurzaamheid en natuur, gezondheidszorg, onderwijs en wetenschap. 
Bekende columnisten die in het dagblad schreven of schrijven zijn onder meer Hans Goslinga, Rob Schouten, Sylvain Ephimenco, Stijn Fens, Rosita Steenbeek, Willem Breedveld en J.A.A. Jacques van Doorn. Vaste politiek spotprenttekenaars zijn Tom Janssen (winnaar inktspotprijs 2004 & 2008), Len Munnik (winnaar inktspotprijs 1996 & 2020), Berend Vonk en Pieter Geenen (winnaar inktspotprijs 2012).
In 2009 publiceerde Trouw voor het eerst de Duurzame 100, een ranglijst van de honderd meest invloedrijke Nederlanders op het gebied van duurzame ontwikkeling. Deze ranglijst wordt sindsdien jaarlijks gepubliceerd en geldt als de meest complete en gezaghebbende ranglijst in Nederland. In 2009 werd de eerste positie op de ranglijst gedeeld door Pieter Winsemius en Herman Wijffels.
Op 23 januari 2010 verscheen de 20.000ste editie van de krant. Trouw is in 2012 uitgeroepen tot 'European Newspaper of the Year 2012'. De jury roemde de opmaak en noemde Trouw 'a kind of daily weekly' met haar dagelijkse achtergrondbijlage 'De Verdieping' en de nieuwe wekelijkse bijlages 'Letter & Geest' en 'Tijd' en was vooral te spreken over de duidelijke opmaak en de wekelijkse bijlagen. Deze opmaak is onder leiding van artdirector Henk Marseille gerealiseerd.
In november 2014 werd bekend dat er ernstige twijfel ontstaan was over de juistheid en het bestaan van opgevoerde bronnen in artikelen van een van de redacteuren, Perdiep Ramesar. In verband daarmee werd een commissie, bestaande uit hoogleraar journalistiek Jeroen Smit en oud-rechter bij het Europese Hof Egbert Myjer, ingesteld om onderzoek te doen naar de controle op bronnen. Er werd in eerste instantie niet bekendgemaakt om welke redacteur het ging, alleen dat deze jarenlang voor de krant had gewerkt. Naar aanleiding van het eindrapport van de onderzoekscommissie, dat op 20 december 2014 openbaar werd gemaakt, besloot Trouw 126 artikelen van de betrokken journalist, waaronder een geruchtmakend verslag over het bestaan van een vermeende "sharia-driehoek" in de Haagse Schilderswijk, in te trekken.
Sinds 2019 wordt door het Genootschap Onze Taal in samenwerking met Algemeen-Nederlands Verbond en Trouw de Taalboekenprijs uitgereikt.

## Katernen
Trouw onderscheidt zich van andere kranten van DPG Media door een nadrukkelijke aandacht voor verdieping en duiding van het nieuws op dagelijkse basis in het speciaal hieraan gewijde katern De Verdieping. De krant verschijnt door de week standaard in twee katernen: een nieuwskrant en het katern De Verdieping. Op zaterdag bevat de krant het zaterdagmagazine Tijdgeest met essayistische artikelen, interviews, artikelen over reizen, koken en tuinieren evenals boekrecensies.

## Online
Trouw is ook op internet te lezen. De website richt zich, zeker in vergelijking met andere Nederlandse nieuwssites, sterk op de achtergronden en opinies. De site besteedt bovendien relatief veel aandacht aan religie en filosofie, natuur, duurzaamheid en ethiek.

## Oplagecijfers
Totaal betaalde gerichte oplage per jaar
- 1947: 175.000
- 1980: 141.200
- 1990: 120.100
- 2000: 105.196
- 2010: 93.722
- 2011: 92.038 (-1,8%)[13]

- 2012: 91.476 (-0,6%)[14]
- 2013: 91.297 (-0,2%)
- 2014: 88.094 (-3,5%)
- 2015: 89.957 (+2,1%)
- 2016: 88.604 (-1,5%)
- 2017: 86.659 (-2,2%)

Volgens HOI, Instituut voor Media Auditing en Jan van de Plasse: Kroniek van de Nederlandse dagblad- en opiniepers, Otto Cramwinckel Uitgever, Amsterdam 2005, ISBN 90-75727-77-1.
Gemiddeld verspreide oplage van Trouw tussen 2001 en 2017
Cijfers volgens HOI, Instituut voor Media Auditing

## Hoofdredacteuren
- Sieuwert Bruins Slot (1945–1971)
- Jenze Tamminga (1972–1984)
- Jan Greven (1984–1997)
- Frits van Exter en Jaap de Berg (1998–2002)
- Frits van Exter (2002–2007)
- Willem Schoonen (2007–2013)
- Cees van der Laan (2013–2024)
- Wendelmoet Boersema en Karel Smouter (vanaf 1 juni 2024)